# Rudgea woronowii
Rudgea woronowii är en måreväxtart som beskrevs av Paul Carpenter Standley. Rudgea woronowii ingår i släktet Rudgea och familjen måreväxter. Inga underarter finns listade i Catalogue of Life.